# Bollwiller
Bollwiller é uma comuna francesa na região administrativa de Grande Leste, no departamento Alto Reno. Estende-se por uma área de 8,63 km². Em 2010 a comuna tinha 4 131 habitantes (densidade: 478,7 hab./km²).